# HOLIDAYS IN THE SUN
《HOLIDAYS IN THE SUN》(홀리데이즈 인 더 선)은 2010년 7월 14일에 발매된 YUI의 4번째 정규 음반이며, 커플링 베스트 음반이었던 《MY SHORT STORIES》까지 합하면 YUI의 5번째 음반이다.
이 앨범에는 YUI가 2009년에 컴백하기 전에 발매한 싱글 1개와, 컴백 이후로 발매했던 4개의 싱글 〈Summer Song〉, 〈again〉,〈It's all too much/Never say die〉,〈GLORIA〉,〈to Mother〉의 타이틀 곡들이 포함되었다. 이 중 〈It's all too much/Never say die〉의 타이틀 곡 중 A면 타이틀 곡인 It's all too much만 수록되었으며, B면 타이틀 곡인 Never say die는 수록되지 않았다. 이 앨범에 들어간 신곡은 총 8곡이다.
이 앨범은 YUI가 데뷔한 지 5년만에 발매된 앨범이다. 또한 이 앨범은 《MY SHORT STORIES》 이후 2년 3개월 만에 만들어진 앨범으로, YUI는 스스로 이 앨범을 가리켜 '자신작'이라고 밝혔다. 이 앨범은 오리콘 데일리 및 위클리 앨범 차트에서 1위를 차지하였다.
이 정규 음반의 타이틀 곡은 Please Stay With Me이며, 이는 후지 TV 드라마 《여름의 사랑은 무지개색으로 빛난다》의 주제가로 타이업되었다.

## 수록곡
1. to Mother
2. again
3. Parade
4. es.car
5. Shake My Heart
6. GLORIA
7. I do it
8. Please Stay With Me
9. Summer Song¹
10. Cinnamon
11. Driving Happy Life
12. It's all too much
13. Kiss me

¹.기존에는 SUMMER SONG으로 표기했으나, 본인의 의향에 의해 Summer Song으로 표기하게 되었다. 

## 한정반 DVD
뮤직비디오
1. It's happy line
2. My Generation
3. LOVE & TRUTH
4. Namidairo
5. Laugh away
6. to Mother
7. to Mother (Multi Angle Clip)

## I do it
《HOLIDAYS IN THE SUN》 중 I do it은 YUI가 일본 록 밴드 스테레오포니에 작곡해준 곡으로, 이 곡은 YUI가 최초로 셀프 커버한 곡이다. 이 곡은 실제로 스테레오포니 3번째 싱글의 타이틀곡이기도 하다.

## 판매량
| 발매            | 차트             | 최고 순위 | 첫 주 판매량 | 총 판매량 | 순위에서 내려옴 |
| --------------- | ---------------- | --------- | ------------ | --------- | --------------- |
| 2010년 7월 14일 | 오리콘 일간 차트 | 1         | 184,952      | -         | -               |
| 2010년 7월 14일 | 오리콘 주간 차트 | 1         | 184,952      | -         | -               |
| 2010년 7월 14일 | 오리콘 월간 차트 | 1         | 184,952      | -         | -               |
| 2010년 7월 14일 | 오리콘 연간 차트 | 22        | 184,952      | -         | -               |

## 같이 보기
- 스테레오포니